# Constante de Josephson
Pour les articles homonymes, voir Josephson.
La constante de Josephson est une constante physique. Son éponyme est le physicien britannique Brian D. Josephson,,. Son symbole est KJ,. Elle est définie comme le quotient du double de la charge élémentaire (e) par la constante de Planck (h), : KJ = 2e h–1. Elle est l'inverse du quantum de flux magnétique (Φ0), : KJ = Φ0–1.
L'effet Josephson a été découvert en 1962 par Brian David Josephson, ce qui lui a valu le Prix Nobel de physique en 1973. Cette découverte a été très importante dans tout le domaine de la nanoélectricité, mais aussi et surtout en métrologie de l'électricité : en effet cela permet d'étalonner immédiatement, avec une « grande » précision, tout étalon de tension V via une mesure de fréquence {\displaystyle \nu } :
{\displaystyle V={\frac {h}{2e}}\ \nu }
où {\displaystyle h} est la constante de Planck et {\displaystyle e} la charge élémentaire de l'électron. Pour mémoriser cette formule aisément, on peut se souvenir que, en supraconductivité, une paire de Cooper possède 2 charges élémentaires :
{\displaystyle 2e.V=h\nu } est alors un bon moyen mnémotechnique.
La constante universelle 2e/h s'appelle constante de Josephson.

#### Dictionnaires et encyclopédies
- [Gyllenbok 2018] (en) Jan Gyllenbok, Encyclopaedia of historical metrology, weights, and measures [« Encyclopédie de métrologie historique, et des poids et mesures »], t. Ier, Bâle, Birkhäuser, coll. « Science networks / Historical studies » (no 56), avr. 2018, 1re éd., XIX-677 p., ill., 1 vol., 17,8 × 25,4 cm (ISBN 978-3-319-57596-4 et 978-3-030-09624-3, EAN 9783319575964, OCLC 1041128686, BNF 45785961, DOI 10.1007/978-3-319-57598-8, SUDOC 22759147X, présentation en ligne, lire en ligne), s.v.Josephson constant, p. 128, col. 2.
- [Jerrad et McNeill 1992] (en) Harold G. Jerrard et Donald B. McNeill, Dictionary of scientific units : including dimensionless numbers and scales [« Dictionnaire des unités scientifiques : incluant les nombres sans dimension et les échelles »], Londres et New York, Chapman & Hall, août 1992 (réimpr. déc. 2012), 6e éd. (1re éd. 1963), IX-255 p., 1 vol., 16 × 24 cm (EAN 9780412467202, OCLC 299996920, BNF 37435744, DOI 10.1007/978-94-011-2294-8, SUDOC 015831906, présentation en ligne, lire en ligne), s.v.Josephson constant, p. 81-82.
- [Taillet, Villain et Febvre 2018] Richard Taillet, Loïc Villain et Pascal Febvre, Dictionnaire de physique, Louvain-la-Neuve, De Boeck Supérieur, hors coll., janv. 2018, 4e éd. (1re éd. mai 2008), X-956 p., ill., fig. et graph., 1 vol., 17 × 24 cm (ISBN 978-2-8073-0744-5, EAN 9782807307445, OCLC 1022951339, BNF 45646901, SUDOC 224228161, présentation en ligne, lire en ligne), s.v.Josephson (constante de), p. 403, col. 1.